# Сетълмент
Сетълмент се нарича окончателното прехвърляне на средства по разплащателните сметки на участниците в платежния процес, с което се преразпределя ограниченият паричен ресурс и с което плащането между банките, участващи в платежната трансакция, е действително завършено.
Платежна система е система за прехвърляне на средства, която функционира въз основа на процедури и общи правила за обработка, клиринг и/или сетълмент на платежни операции.
Сетълмент е прехвърляне на парични средства по сетълмент-сметки с цел изпълнение на нареждания за превод между участници в платежната система.
Сетълмент-сметка е сметка при агент по сетълмента, използвана за съхранение на парични средства и за разплащане по сделки между участниците в системата.
Брутен сетълмент е сетълмент на плащанията, който се извършва без прихващане и индивидуално за всяко нареждане за плащане.

## В България
При междубанкови картови операции (картодържател с карта, издадена от дадена банка, извършва операция на банкомат или ПОС терминал, обслужван от друга банка) платежният процес приключва след операцията сетълмент в Българска народна банка. При тази операция се извършва дебитиране на сметката за сетълмент в БНБ на банката, която е издала банковата карта и кредитиране на сметката за сетълмент в БНБ на банката, която поддържа финансово банкомата или сметката на търговеца, където е инсталиран ПОС терминала, със сумата на извършената картова операция.
Операцията сетълмент на междубанковите плащания, породени от картови операции, се извършва в БНБ чрез Системата за Брутен Сетълмент в Реално Време (RINGS). БОРИКА като лицензиран от Българска народна банка оператор на Системата за обслужване на плащания по операции с банкови карти на територията на страната има директна връзка с RINGS и изпълнява следните основни функции:
1. събира и систематизира информацията за всички междубанкови плащания по операции на територията на страната с банкови карти, издадени от местни банки;
2. обработва получената информация и по предварително определен график подава в RINGS заявка за сетълмент на получените резултати от преизчисляваните от нея на многостранна основа на взаимните задължения на участниците в системата;
3. посредничи при извършването на сетълмент в RINGS на плащанията на територията на страната с банкови карти, издадени от местни банки по силата на договор между издателя и международна картова организация, като събира и обработва информацията за всички междубанкови плащания с такива карти и подава заявка за сетълмент в RINGS;
4. изпраща на банките информация за резултатите от сетълмента на изпълнените чрез нея плащания.
5. Правилата и процедурите за извършване на операцията сетълмент са описани в нормативната база на Националната платежна система и указанията към тях[1].